# La Cabucelle
La Cabucelle est un quartier de Marseille, situé dans le 15e arrondissement et faisant partie des quartiers nord. Le quartier compte 7 794 habitants en 2016, mais en tant que quartier prioritaire, il est plus étendu et rassemble 12 476 habitants.
Le quartier administratif de La Cabucelle, au sens du décret no 46-2285 du 18 octobre 1946 qui a défini les 111 quartiers de Marseille, est limitrophe de plusieurs quartiers des 15e, 14e et 2e arrondissements :  La Calade, Saint-Louis, La Delorme, Les Arnavaux, Les Crottes et Arenc.
Ses principales artères, orientées sud-Nord, sont l'avenue Ibrahim Ali, ancienne avenue des Aygalades, le chemin de la Madrague-Ville  et la rue de Lyon, ancien Grand chemin d’Aix puis route nationale 8.
Le nom du quartier vient du provençal cabussello (cabucèla en graphie classique de l'occitan). « Faire cabussello » est une ancienne expression marseillaise signifiant tomber, sombrer.
Une église arménienne a été construite dans le quartier à la suite de l'arrivée de réfugiés du génocide arménien.
Le quartier abrite également le Centre musulman de Marseille, et depuis 2009 le premier collège confessionnel musulman de la région Provence-Alpes-Côte d'Azur.
La Villa Laplane, bastide du XVIIIe siècle, et la Villa Aurenty construite au début du XIXe siècle, sont propriétés de la Ville de Marseille depuis les années 1980. La mairie du Huitième secteur de Marseille (15e et 16e arrondissements) est installée au Parc Billoux depuis 1983.
Yves Montand, à partir de 1929 passa toute sa jeunesse à la Cabucelle, impasse des Mûriers.